# 欧迪维莱
欧迪维莱（法語：Haudivillers，法語發音：[odivile]）是法国瓦兹省的一个市镇，属于博韦区。

## 地理
欧迪维莱（49°29'11"N, 2°14'36"E）面积9.79 平方千米，位于法国上法蘭西大區瓦兹省，该省份为法国北部内陆省份，北起索姆省，西接厄尔省和滨海塞纳省，南至塞纳-马恩省和瓦兹河谷省，东临埃纳省。
与欧迪维莱接壤的市镇（或旧市镇、城区）包括：埃叙勒、富克罗勒、拉弗赖、布雷什河畔蒙特勒伊、布雷什河畔勒伊、沃莱讷。
欧迪维莱的时区为UTC+01:00、UTC+02:00（夏令时）。

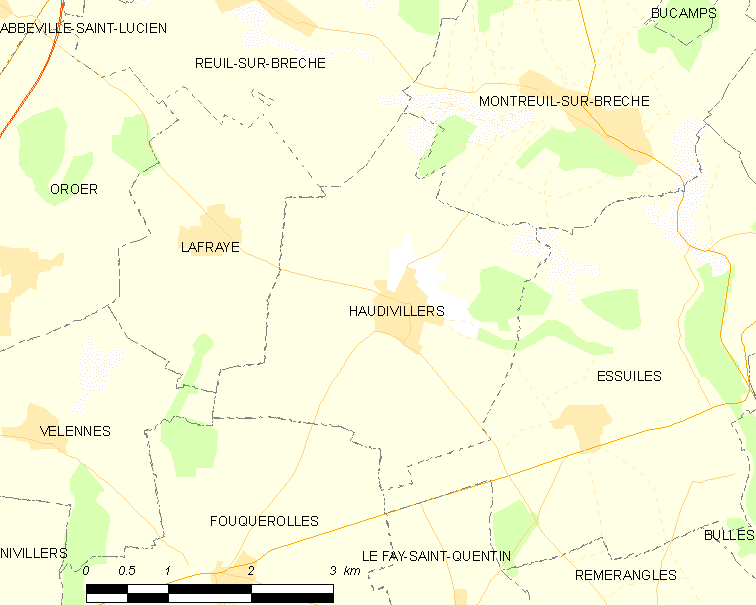
欧迪维莱的OSM定位图

## 行政
欧迪维莱的邮政编码为60510，INSEE市镇编码为60302。

## 政治
欧迪维莱所属的省级选区为穆伊县。

## 人口

1962-2008年间欧迪维莱人口变化图示

欧迪维莱于2022年1月1日时的人口数量为767人。